# Jared Knight
Jared Knight, född 16 januari 1992 i Battle Creek, Michigan, är en amerikansk före detta professionell ishockeyspelare.